# Szyplin jedwabisty
Szyplin jedwabisty (Lotus germanicus (Gremli) Peruzzi) – gatunek rośliny należący do rodziny bobowatych. Występuje w Europie środkowej i południowej. W Polsce jest bardzo rzadki i występuje tylko koło Pińczowa i Przemyśla.

## Morfologia

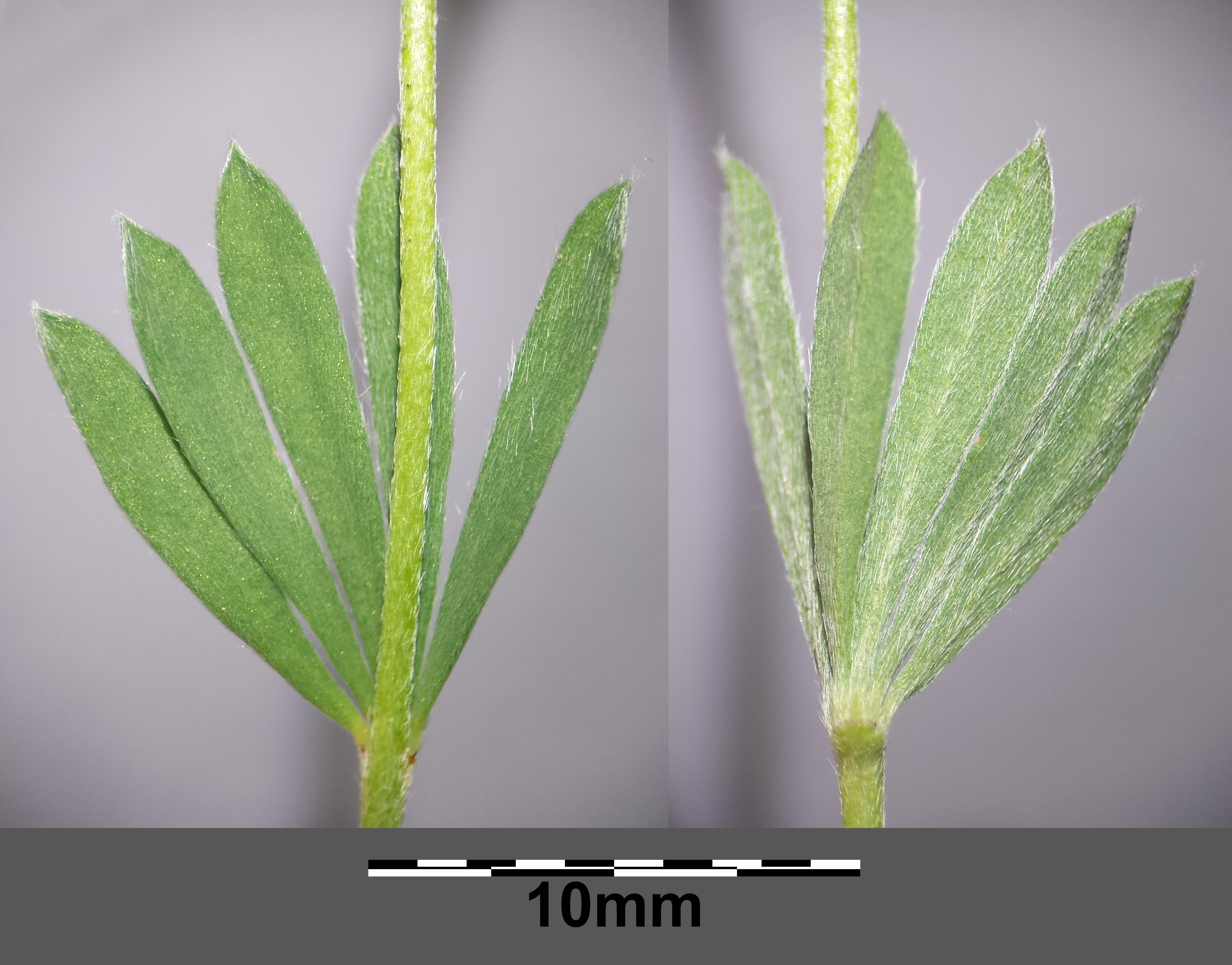
Liście

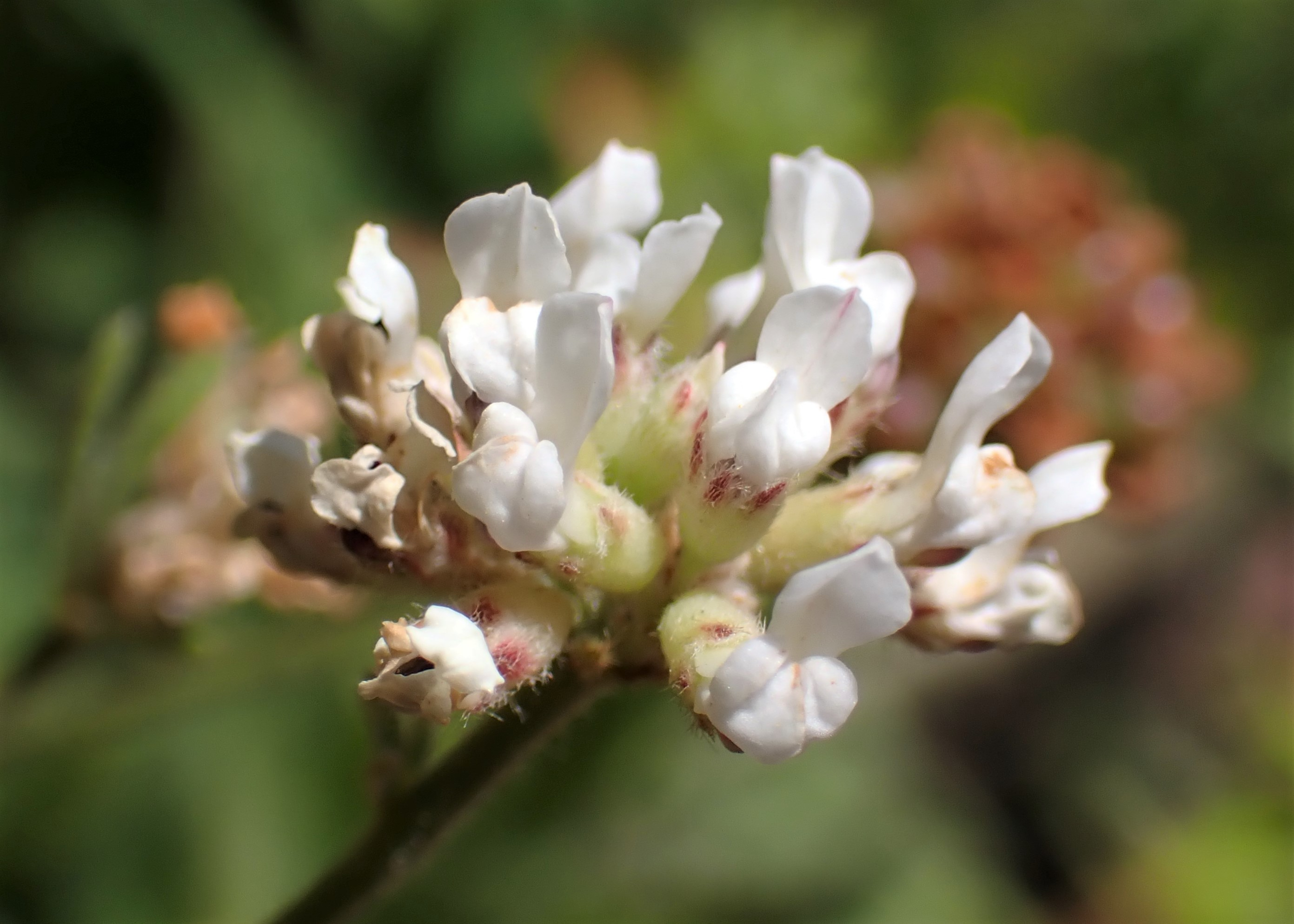
Kwiaty

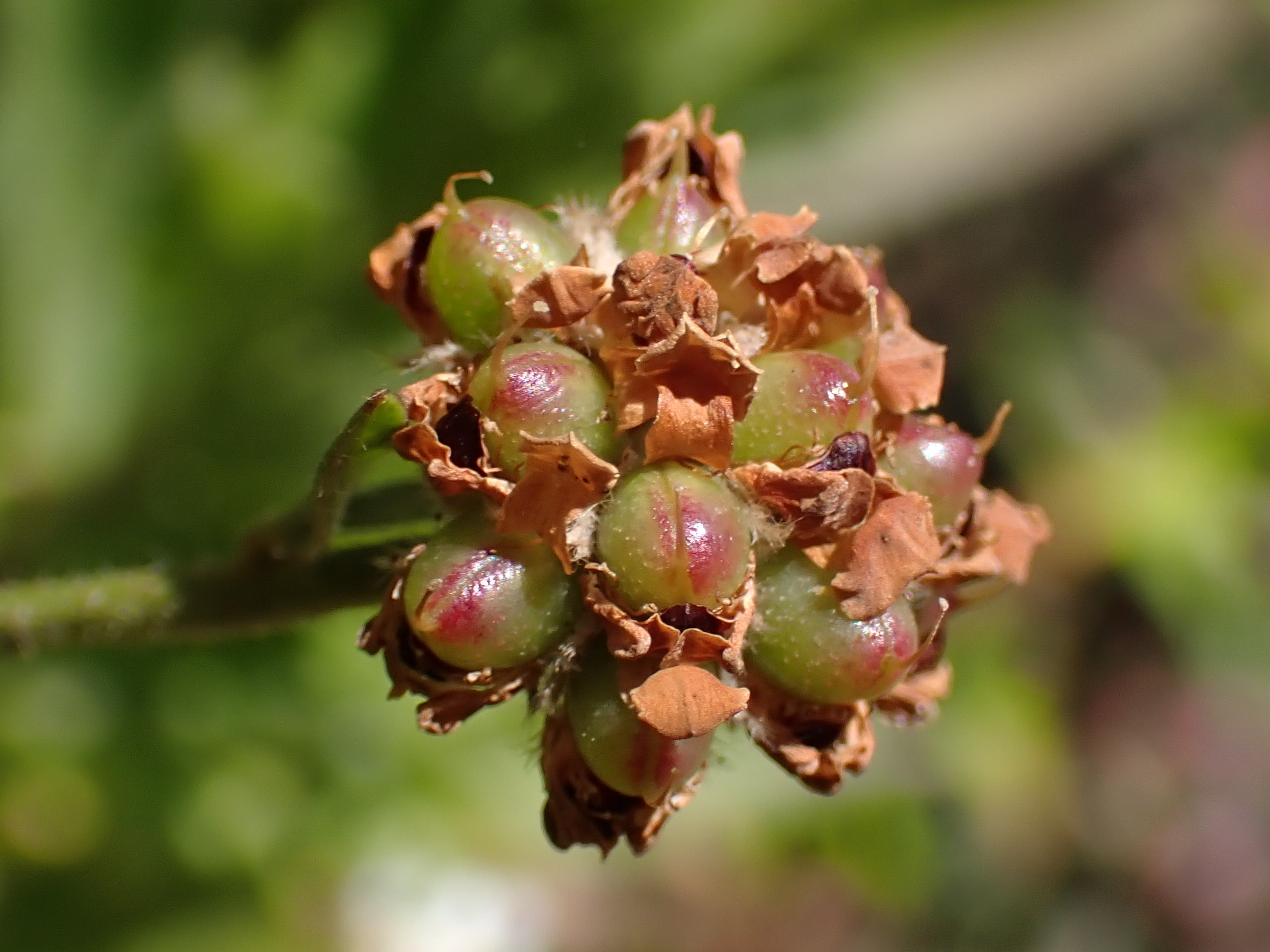
Owoce

Pokrójpółkrzew o wysokości 10–50 cm.
Liścieskrętoległe, pierzaste, pięciolistkowe
Kwiatybiałe z fioletową łódeczką i owłosionym kielichem, rozmieszczone po 6–14 w główkowatych baldaszkach
Owocjajowate strąki, okres owocowania: czerwiec-październik

## Siedlisko
Rośnie na glebach ubogich, ciepłych i wapiennych, m.in. na wrzosowiskach i w lasach od nizin do 1300 m n.p.m.

## Zagrożenia i ochrona
Gatunek objęty ścisłą ochroną.
Kategorie zagrożenia gatunku:
- Kategoria zagrożenia w Polsce według Czerwonej listy roślin i grzybów Polski (2006)[8]: V (narażony na wyginięcie); 2016: EN (zagrożony)[9]
- Kategoria zagrożenia w Polsce według Polskiej czerwonej księgi roślin[10]: EN (endangered, zagrożony)